# Elleanthus petrogeiton
Elleanthus petrogeiton är en orkidéart som beskrevs av Rudolf Schlechter. Elleanthus petrogeiton ingår i släktet Elleanthus och familjen orkidéer.
Artens utbredningsområde är Ecuador. Inga underarter finns listade i Catalogue of Life.